# Мур (архітектура)

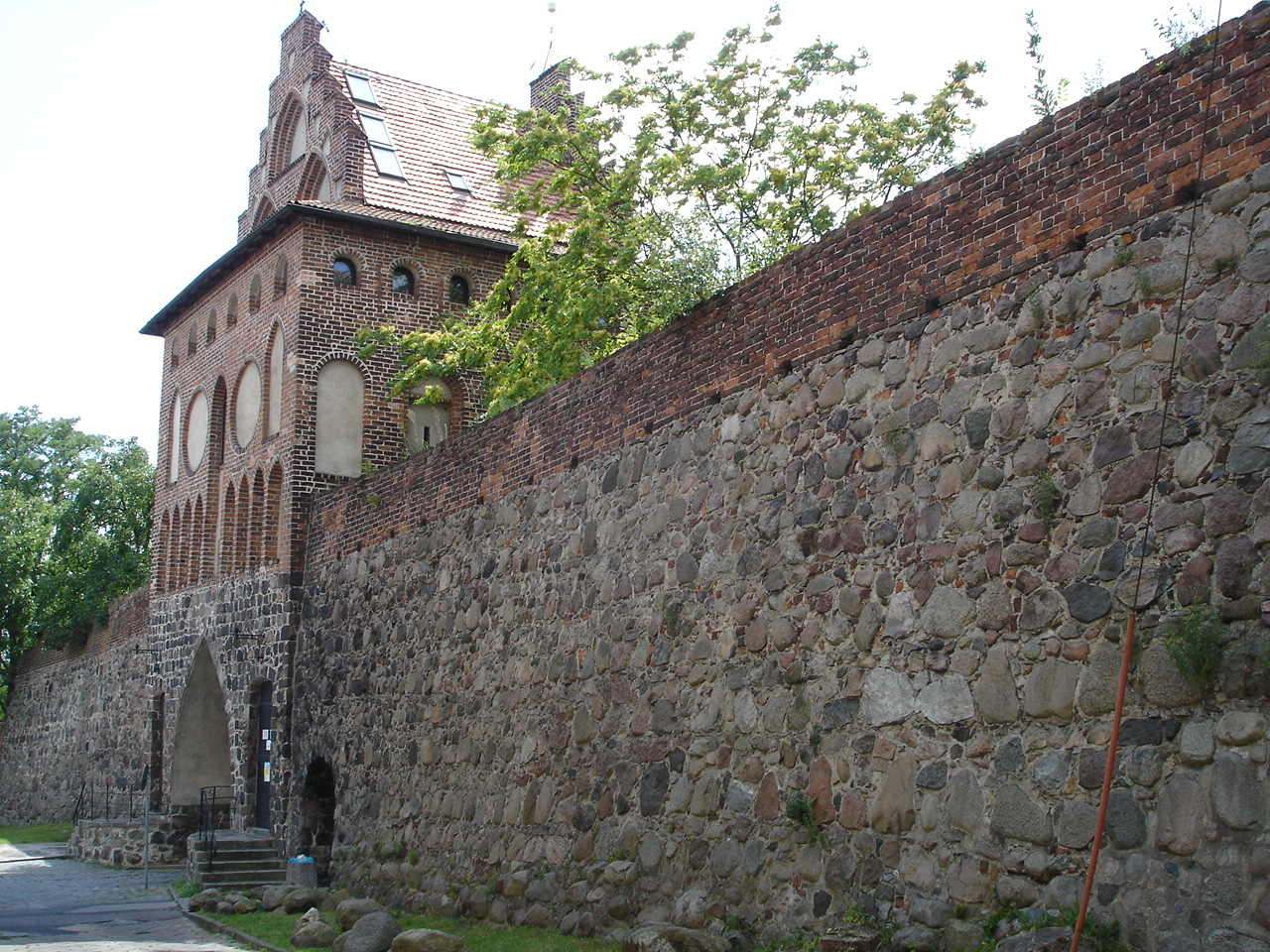
Кам'яний і цегляний мур в м. Старгард-Щецінський (Польща).

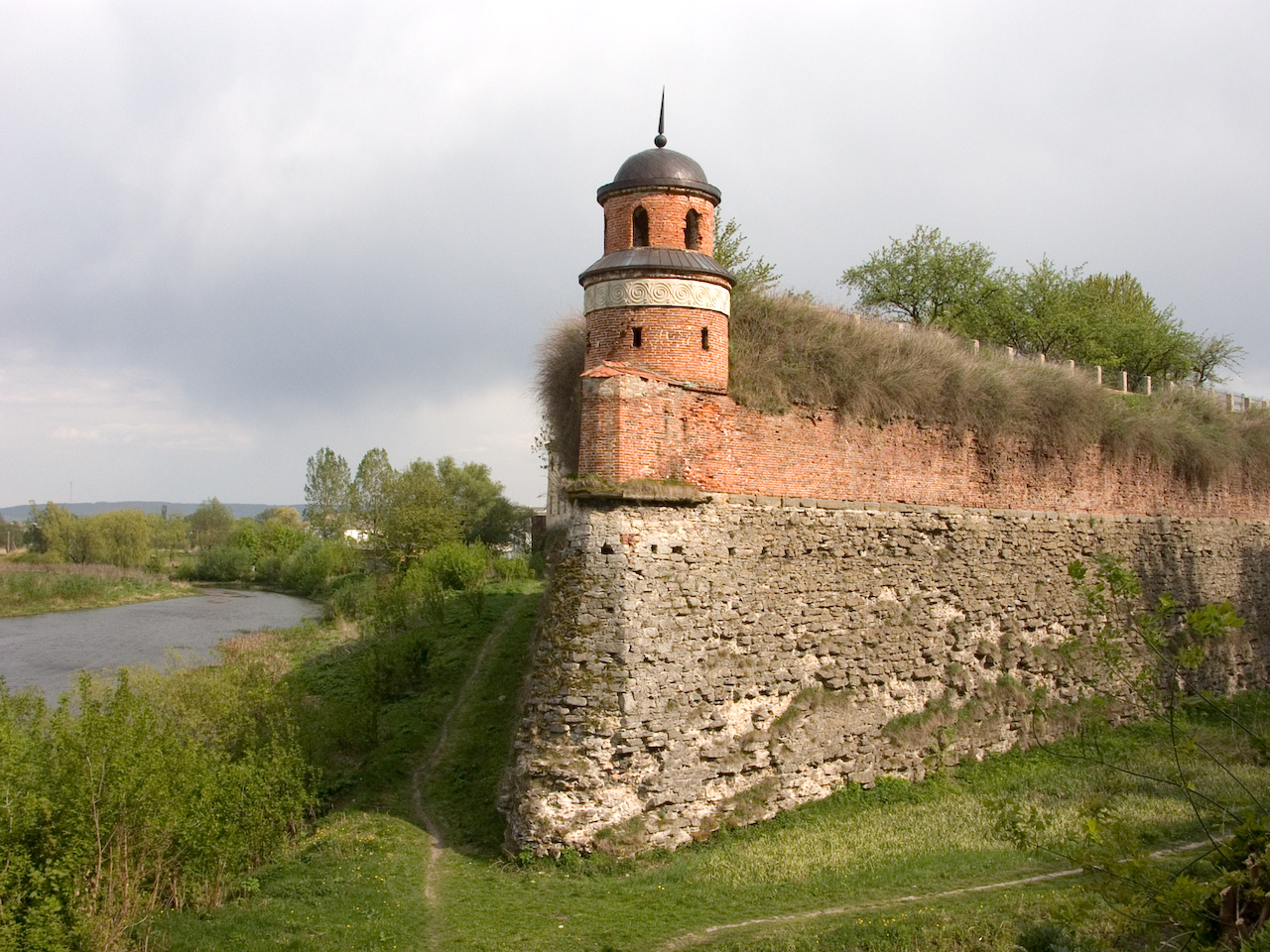
Мур і башта замку в Дубні.

Мур (від лат. murus — стіна) —  кам'яна, цегляна огорожа або стіна на розчині, оборонна споруда.
Звідси походять терміни: «мурування», «муральний живопис» (розпис на стіні), «муроль» (зодчий, архітектор).
Оборонні мури у середньовіччі оточували фортеці, замки, монастирі, міста. Окрім захисних функцій багато мурів мали також важливе символічне значення — показати статус і незалежність спільнот, що жили за мурами. Потрапити до міста можна було лише крізь браму. У середньовіччя зведення мурів було привілеєм, котрий надавався автоматично з міським правом. Мури ставали символом міст.